# 気象記録一覧
気象記録一覧（きしょうきろくいちらん）は、気象観測機器を用いて観測された気象の公式記録のうち、観測史上最も極端であったものの一覧。基本的には単発の気象現象を一覧としているが、場合によっては平均的な気象現象でのトップを扱っている場合がある。なお、この一覧から参照できる一覧は全世界、もしくは大州や国、国に準ずる地域などのある程度広い範囲における極端な気象現象の一覧である。単一の都市や観測時での極端な気象の記録については扱っていない。

## 全世界
- 気温記録一覧
  - 最低気温記録一覧 - 世界の最低気温記録
  - 最高気温記録一覧 - 世界の最高気温記録
  - 観測史上最高・最低気温順の国・地域の一覧（英語版）
- 降水記録一覧
- 風速#世界
- 竜巻#記録
- 熱帯低気圧#記録
- 雹#記録
- 雷#記録
- UVインデックス#記録
- 高気圧#記録
- 波#記録

## 国別

### 日本
- 気温#気温の日本記録
- 降水量#日本
- 積雪#日本

### アメリカ合衆国
- アメリカ合衆国の州別の降雪量最多の一覧（英語版）
- アメリカ合衆国の州別・準州別の観測史上最高・最低気温（英語版）

### イギリス
- イギリスの気象記録（英語版）

### カナダ
- カナダの観測史上最高・最低気温の一覧（英語版）
- カナダの気象記録（英語版）

## 大州別

### ヨーロッパ
- ヨーロッパにおける気圧の記録の一覧（英語版）